# 陸東資產管理有限公司
陸東資產管理有限公司 (英文名稱：LOOK'S ASSET MANAGEMENT LIMITED)，2009年9月4日在香港成立。

公司在2016年出售予 Huge Famous Investment Group (BVI) Limited ，由沈嘉奕持有。

## Look's Absolute Return Fund
Look's Absolute Return Fund 為公司旗艦基金。
2011年中總值約3.4億港元。2014年底總值約9600萬港元。此基金已於2015年3月，由於陸東父母離世，個人身體狀況亦欠佳而自行清盤。